# Forte de São João Batista (Calheta)

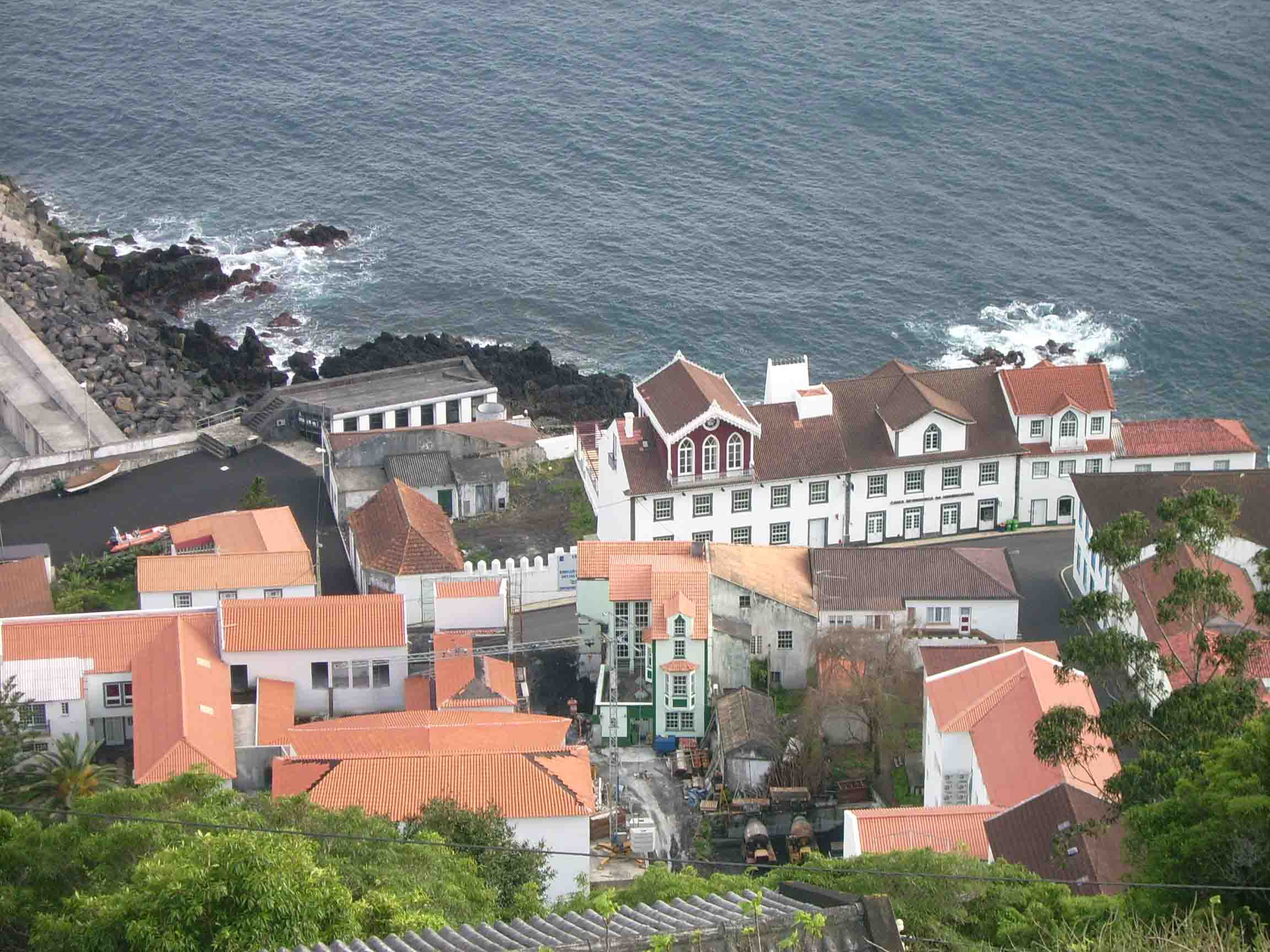
Calheta, ilha de São Jorge: vista parcial.

O Forte de São João Baptista, também referido como Forte de São João e Forte da Ponta do Açougue, localizava-se na freguesia da Calheta, no concelho de mesmo nome, na costa sul da ilha de São Jorge, nos Açores.
Em posição dominante sobre este trecho do litoral, constituiu-se em uma fortificação destinada à defesa deste ancoradouro contra os ataques de piratas e corsários, outrora frequentes nesta região do oceano Atlântico. Cooperava com os fortes de Santo António e do Espírito Santo.

## História
Foi erguido em 1652, no contexto da Guerra da Restauração da independência portuguesa (1640-1668).
Pode ser uma das estruturas que, no contexto da Guerra da Sucessão Espanhola (1702-1714), encontram-se referidas genericamente como "Os quatro Redutos do Porto da Calheta." na relação "Fortificações nos Açores existentes em 1710".
Dele existe projeto de melhoramento, datado de 1725, embora se desconheça se o mesmo chegou a ser executado.
A "Relação" do marechal de campo Barão de Bastos em 1862 informa que se encontrava em grande ruína e abandonado desde longos anos.
No Tombo de 1883 subsistiam apenas vestígios. Na planta que o ilustra encontra-se por lapso referido como "Forte de Santo António". Um aditamento ao mesmo, datado de 1885 indica que o seu espaço era utilizado como lavadouro público, aproveitando os restos de água de um chafariz que lhe ficava próximo.
Em 1912 foi cedido à Câmara Municipal da Calheta.
Em 1938 o imóvel foi entregue ao Ministério das Finanças.
Atualmente subsistem apenas vestígios de sua estrutura, nas imediações do Museu de São Jorge.

## Características
Do tipo abaluartado, de pequenas dimensões, apresentava planta semi-circular. Montava uma a duas bocas de fogo que jogavam à barbeta.